# Оксфорд (Арканзас)
Оксфорд (англ. Oxford) — місто (англ. city) в США, в окрузі Ізард штату Арканзас. Населення — 573 особи (2020).

## Географія
Оксфорд розташований на висоті 239 метрів над рівнем моря за координатами 36°12′33″ пн. ш. 91°55′10″ зх. д. / 36.20917° пн. ш. 91.91944° зх. д. (36.209051, -91.919370).  За даними Бюро перепису населення США в 2010 році місто мало площу 16,81 км², уся площа — суходіл.

## Демографія
Згідно з переписом 2010 року, у місті мешкало 670 осіб у 273 домогосподарствах у складі 189 родин. Густота населення становила 40 осіб/км².  Було 324 помешкання (19/км²). 
Расовий склад населення:
| - 96,1 % — білих - 1,9 % — корінних американців - 0,7 % — азіатів - 0,1 % — чорних або афроамериканців |

До двох чи більше рас належало 1,0 %. Іспаномовні складали 0,4 % від усіх жителів.
За віковим діапазоном населення розподілялося таким чином: 23,0 % — особи молодші 18 років, 55,7 % — особи у віці 18—64 років, 21,3 % — особи у віці 65 років та старші. Медіана віку мешканця становила 45,4 року. На 100 осіб жіночої статі у місті припадало 103,6 чоловіків;  на 100 жінок у віці від 18 років та старших — 97,7 чоловіків також старших 18 років.
Середній дохід на одне домашнє господарство  становив 42 070 доларів США (медіана — 31 250), а середній дохід на одну сім'ю — 48 528 доларів (медіана — 38 214). За межею бідності перебувало 26,6 % осіб, у тому числі 38,1 % дітей у віці до 18 років та 11,8 % осіб у віці 65 років та старших.
Цивільне працевлаштоване населення становило 242 особи. Основні галузі зайнятості: освіта, охорона здоров'я та соціальна допомога — 41,3 %, будівництво — 11,6 %, роздрібна торгівля — 10,7 %.
За даними перепису населення 2000 року в Оксфорді проживало 642 особи, 184 родини, налічувалося 263 домашніх господарств і 309 житлових будинків. Середня густота населення становила близько 37,3 людини на один квадратний кілометр. Расовий склад Оксфорда за даними перепису розподілився таким чином: 95,79 % білих, 0,16 % — чорних або афроамериканців, 1,09 % — корінних американців, 2,49 % — представників змішаних рас, 0,47 % — інших народів. Іспаномовні склали 1,71 % від усіх жителів міста.
З 263 домашніх господарств в 30,0 % — виховували дітей віком до 18 років, 57,0 % представляли собою подружні пари, які спільно проживали, в 9,5 % сімей жінки проживали без чоловіків, 30,0 % не мали сімей. 26,6 % від загального числа сімей на момент перепису жили самостійно, при цьому 13,7 % склали самотні літні люди у віці 65 років та старше. Середній розмір домашнього господарства склав 2,44 особи, а середній розмір родини — 2,96 особи.
Населення міста за віковим діапазоном за даними перепису 2000 року розподілилося таким чином: 24,5 % — жителі молодше 18 років, 7,9 % — між 18 і 24 роками, 23,5 % — від 25 до 44 років, 23,5 % — від 45 до 64 років і 20,6 % — у віці 65 років та старше. Середній вік мешканця склав 42 роки. На кожні 100 жінок в Оксфорді припадало 98,1 чоловіків, у віці від 18 років та старше — 90,9 чоловіків також старше 18 років.
Середній дохід на одне домашнє господарство в місті склав 22 313 доларів США, а середній дохід на одну сім'ю — 25 250 доларів. При цьому чоловіки мали середній дохід в 20 556 доларів США на рік проти 20 385 доларів середньорічного доходу у жінок. Дохід на душу населення в місті склав 10  778 доларів на рік. 19,0 % від усього числа сімей в окрузі і 22,9 % від усієї чисельності населення перебувало на момент перепису населення за межею бідності, при цьому 25,6 % з них були молодші 18 років і 20,5 % — у віці 65 років та старше.